# Pyrenacantha chlorantha
Pyrenacantha chlorantha är en tvåhjärtbladig växtart som beskrevs av John Gilbert Baker. Pyrenacantha chlorantha ingår i släktet Pyrenacantha och familjen Icacinaceae. Inga underarter finns listade i Catalogue of Life.